# Vorona (Botoșani)
Vorona ist eine Gemeinde im Kreis Botoșani in Rumänien. Sie besteht aus den sechs Dörfern Icușeni, Joldești, Poiana, Vorona, Vorona Mare und Vorona-Teodoru.

## Geographische Lage

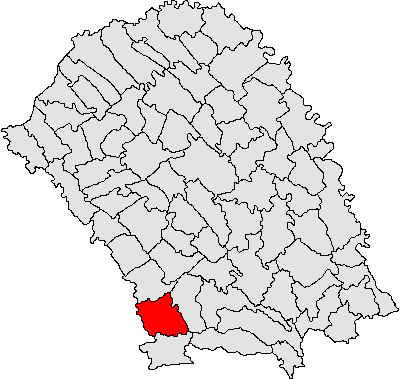
Lage der Gemeinde Vorona im Kreis Botoșani

Die Gemeinde Vorona liegt in der historischen Region Westmoldau im Nordosten Rumäniens. In der Suceava Hochebene (Podișul Sucevei) an der Vorona – ein linker Nebenfluss des Sereth – im Südwesten des Kreises Botoșani und den Kreisstraßen (drum județean) DJ 208H als Zubringer der Europastraße 58 und der DJ 208C – verbindet die E 583 in nördlicher Richtung mit Botoșani – befindet sich der Ort 22 Kilometer südlich von der Kreishauptstadt Botoșani (Botoschan) und rund 40 km südöstlich vom Flughafen „Stefan Cel Mare“ bei Suceava, entfernt.
Die Gemeinde Vorona selbst besitzt keinen Bahnanschluss; der nächstgelegene ist in der Kleinstadt Liteni (Kr. Suceava) an der Bahnstrecke Suceava–Roman. Mehrmals täglich bestehen Busverbindungen in die Kreishauptstadt.

## Geschichte

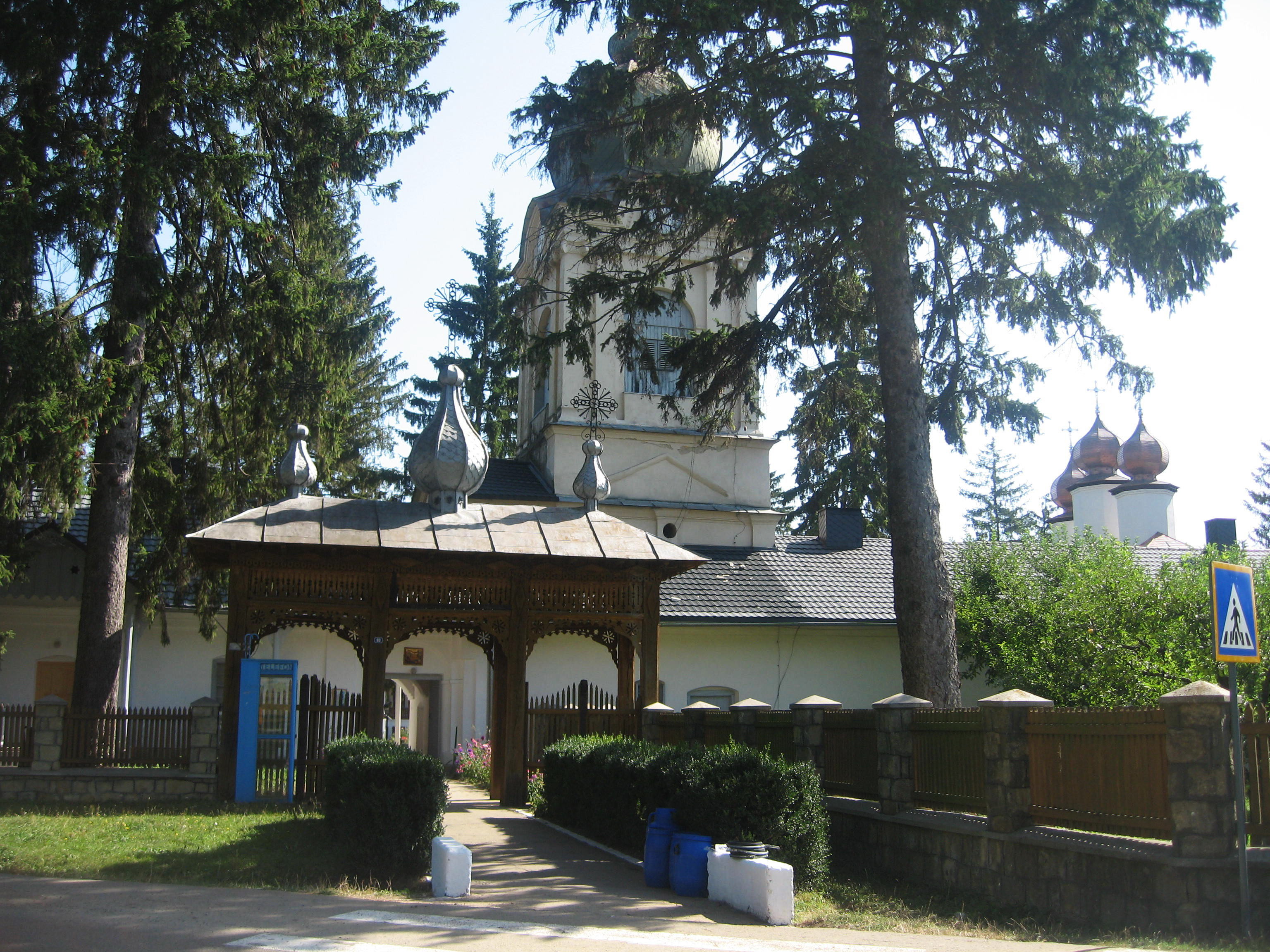
Eingang des Vorona Klosters

Der Ort Vorona wurde 1403 in einer Schenkung des Fürsten Alexandru cel Bun (Alexander der Gute) erstmals urkundlich erwähnt. Eine Besiedlung der Region geht jedoch weit mehr zurück. Nach archäologischen Funden, am von den Einheimischen genannten Berg Dealul Holban des Eingemeindeten Dorfes Vorona Mare, geht diese bis in die Jungsteinzeit zurück.
Bekannt wurde der Ort durch das (nach unterschiedlichen Angaben) im 17. oder Ende des 18. Anfang des 19. Jahrhunderts gegründete Vorona Kloster (Mănăstirea Vorona), ein orthodoxes Kloster zwei Kilometer vom Ortsrand entfernt.
Der Name des Dorfes stammt aus der slawischen Sprache, Vorona bedeutet „Krähe“ und die Legende der Klostergeschichte berichtet, dass dieser Ort früher in Scharen von Krähen heimgesucht wurde.

## Bevölkerung
Auf dem Gebiet der Gemeinde wurden bei der Volkszählung von 2002 7998 Rumänen und ein Magyare registriert. Bei der Volkszählung vom 20. Oktober 2011 wurden in der Gemeinde Vorona in 2895 Haushalten 7492 Menschen gezählt.
Die Hauptbeschäftigung der Bevölkerung sind die Landwirtschaft und die Holzverarbeitung.

## Sehenswertes
- Das Kloster Nașterea Maicii Domnului (Mariä Geburt) in Vorona,[9] eine der zwei Kirchen – Adormirea Maicii Domnului – und die Klosterunterkünfte steht unter Denkmalschutz.[6]
  - Die Kirche Adormirea Maicii Domnului (Mariä Himmelfahrt), 1793–1803 errichtet, hat ein polygonal geformtes rundes Dach mit drei achteckigen Zwiebeltürmen. In der Kirche befinden sind zwei gut erhaltene große Gemälde auf Leinwand  „Passion“ und „Weltgericht“.
  - Die Kirche Nașterea Maicii Domnului (Jungfrauengeburt), eine Konstruktion im moldauischen Kirchenstil mit halbrunden Apsiden, mit drei im russischen Stil erbauten Türmen mit der typischen Zwiebelform. In der Kirche sind einige wertvolle Ikonen des neunzehnten Jahrhunderts und Fragmente von Reliquien des St. Nicholas und des Heilige Märtyrer von „Saint Sava“ aufbewahrt.
  - Kleines Haus, in dem der fünfte Patriarch der Rumänisch-Orthodoxen Kirche Teoctist Arăpaşu die Noviziatszeit von 1929 bis 1931 verbrachte. 2005 wurde an der Hauswand eine Marmortafel mit folgender Inschrift angebracht: In dieser Klosterzelle, lebte zwischen 1929 und 1931, der Bruder des Klosters, Teoctist, Patriarch von Rumänien, 2005
- Das Kloster Sihăstria Voronei, etwa vier Kilometer südlich von Vorona.[10]